# Majid Jay
Majid Jay est un ancien arbitre américain de soccer des années 1990.

## Carrière
Il a officié dans des compétitions majeures : 
- Coupe des champions de la CONCACAF 1990 (finale retour)
- Gold Cup 1991 (1 match)
- Gold Cup 1993 (1 match)